# Will Magie
Pour les articles homonymes, voir Magie.
Pas d'image ? Cliquez ici

a Compétitions nationales et continentales officielles uniquement.

b Matchs officiels uniquement.
Dernière mise à jour le 18 avril  2021.
Will Magie, né le 23 février 1992 à Londres (Angleterre), est un joueur international américain de rugby à XV. 

## Biographie
Will Magie naît à Londres de parents américains. Il commence le rugby chez les moins de 4 ans des Ealing Trailfinders, club où il grandit. Scolairement, il fréquente la Merchant Taylors' School, puis intègre Université de Leeds, dont il devient capitaine de l'équipe de rugby. Pendat sa période universitaire, il représente les États-Unis chez les moins de 20 ans, participant à deux Trophées mondiaux.
En 2012, en parallèle de sa dernière année universitaire, il débute en sénior avec l'Otley RFC, puis rejoint les Trailfinders l'année suivante. Ne disposant pas de temps de jeu aux Trailfinders, il descend d'un échelon, rejoignant le Old Albanian RFC (en) en National League 1.
En 2016, il décide de partir aux États-Unis et signe un contrat professionnel en faveur des Stampede de Denver. Demi d'ouverture titulaire, il mène l'équipe au titre lors de la seule saison de PRO Rugby ayant eu lieu. Après son titre, il revient brièvement chez les Trailfinders pour une pige en tant que joker médical, puis part en camp d'entraînement avec la Western Force afin d'être en forme pour rejoindre la sélection américaine.
Il débute en effet avec les Eagles lors de l'Americas Rugby Championship 2017. Après le titre acquis, il dispute aussi plusieurs tests matchs, notamment face à l'Irlande. 
La même année, il signe un contrat en faveur des Raptors de Glendale qui évolueront dans la nouvelle Major League Rugby à partir de 2018. En attendant le début du championnat, il porte les couleurs des Glendale Merlins (en), l'équipe amateur de Glendale. Il va ensuite s'imposer comme un joueur majeur des Raptors, avec lesquels il dispute 18 rencontres.
En 2019, il participe à la coupe du monde au Japon, mais ne dispute qu'un seul match, face à la France. Après le mondial, il revient en Angleterre et signe un contrat en faveur des London Scottish FC en attendant la reprise de la saison nord-américain, qu'il disputera avec les Gilgronis d'Austin. Il ne porte les couleurs d'Austin qu'à une reprise avant l'interruption du championnat à cause de la pandémie de Covid-19, mais prolonge néanmoins son contrat jusqu'en 2022.

## Statistiques

### En sélection à XV
| Année | Compétition                       | Matchs | Points | Essais | Transf. | Drops | Pénal. |
| ----- | --------------------------------- | ------ | ------ | ------ | ------- | ----- | ------ |
| 2017  | ARC                               | 4      | 6      | -      | -       | -     | 2      |
| 2017  | Tests                             | 4      | -      | -      | -       | -     | -      |
| 2017  | Qualification à la coupe du monde | 1      | -      | -      | -       | -     | -      |
| 2018  | ARC                               | 4      | 32     | -      | 16      | -     | -      |
| 2018  | Tests                             | 6      | 14     | -      | 7       | -     | -      |
| 2019  | ARC                               | 4      | 25     | -      | 5       | -     | 5      |
| 2019  | Coupe des nations du Pacifique    | 1      | -      | -      | -       | -     | -      |
| 2019  | Test                              | 1      | 5      | -      | 1       | -     | 1      |
| 2019  | Coupe du monde                    | 1      | -      | -      | -       | -     | -      |
| Total | Total                             | 26     | 82     | -      | 29      | -     | 8      |